# Karl Ljungberg
Karl Johan Ljungberg (ur. 22 listopada 1868 w Sztokholmie, zm. 11 lipca 1943 tamże) – szwedzki żeglarz, olimpijczyk.
Na regatach rozegranych podczas Letnich Igrzysk Olimpijskich 1908 wystąpił w klasie 8 metrów zajmując 5 pozycję. Załogę jachtu Saga tworzyli również John Carlsson, Hjalmar Lönnroth, August Olsson i Edvin Hagberg.